# 城野節子
城野 節子（じょうの せつこ、1914年10月21日 - 2002年1月22日）は、日本のフランス文学者。

## 略歴
中国・瀋陽市生まれ。九州帝国大学法文学部仏文科卒。九州大学教養部助教授、教授を務め、1978年定年退官、名誉教授。スタール夫人を専門とした。

## 著書
- 『フランス語自習室』大学書林 1960
- 『私のふらんす日記 ノルマンディーの小さな町にて』白水社 1960
- 『スタール夫人研究』朝日出版社 1976
- 『ひとりでできるフランス語』大学書林 1982
- 『音の魅力にひかれ』九州大学出版会 1993